# Cyclophora culicaria
Cyclophora culicaria är en fjärilsart som beskrevs av Achille Guenée 1857. Cyclophora culicaria ingår i släktet Cyclophora och familjen mätare. Inga underarter finns listade i Catalogue of Life.